# Chamouilley
Chamouilley est une commune française située dans le département de la Haute-Marne, en région Grand Est.

## Géographie

### Localisation
Village du nord du département de la Haute-Marne à moins de 10 km au sud-est de Saint-Dizier.

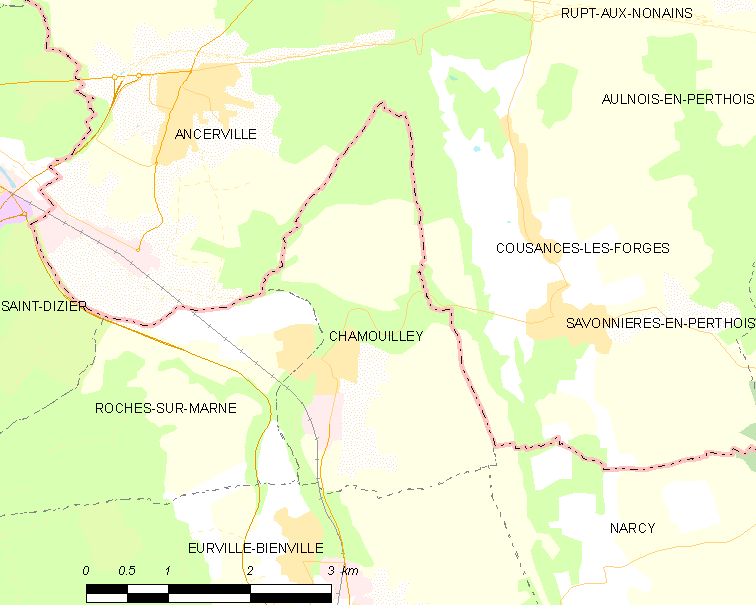
Carte de la commune.
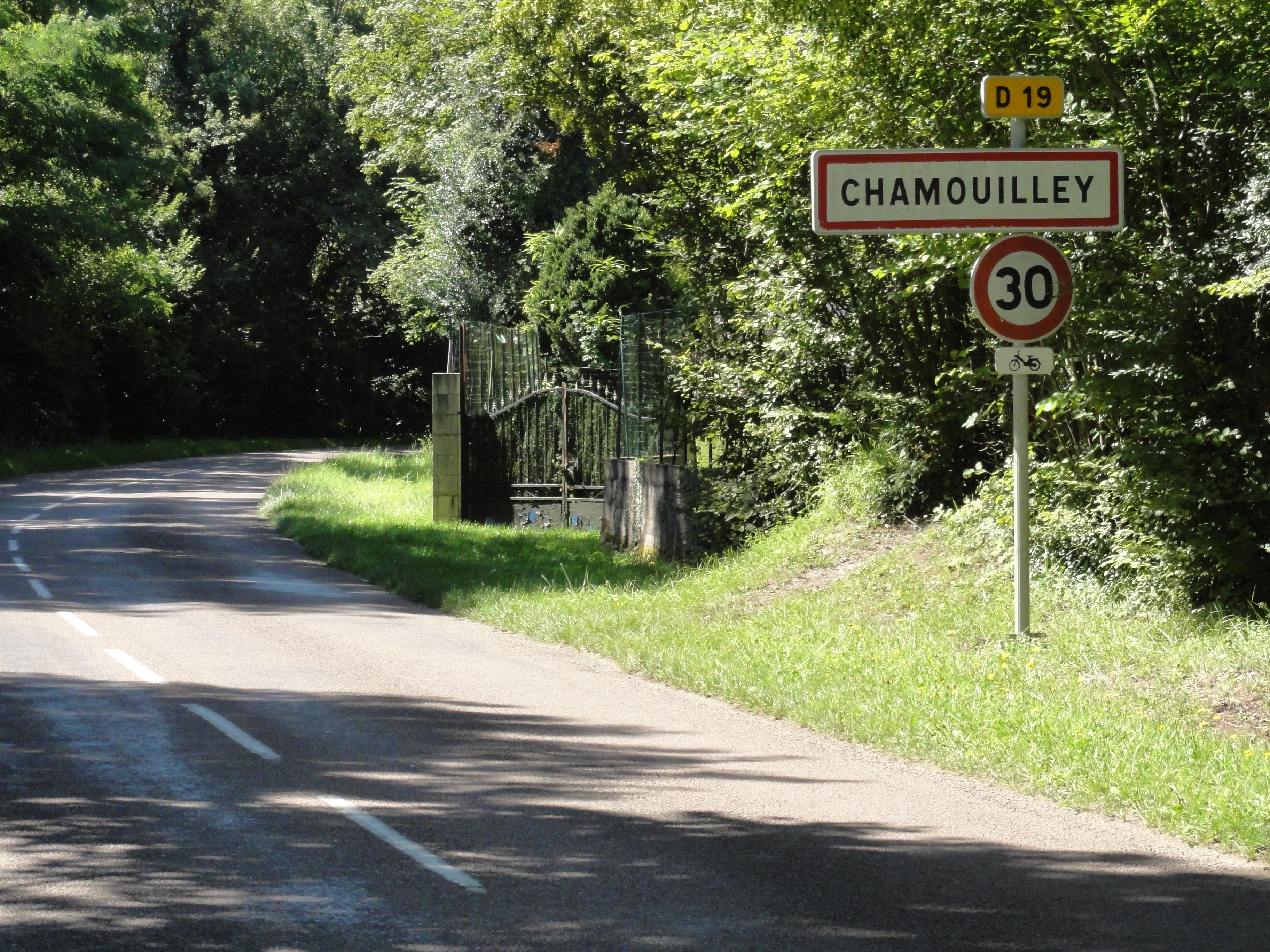
Entrée de Chamouilley.
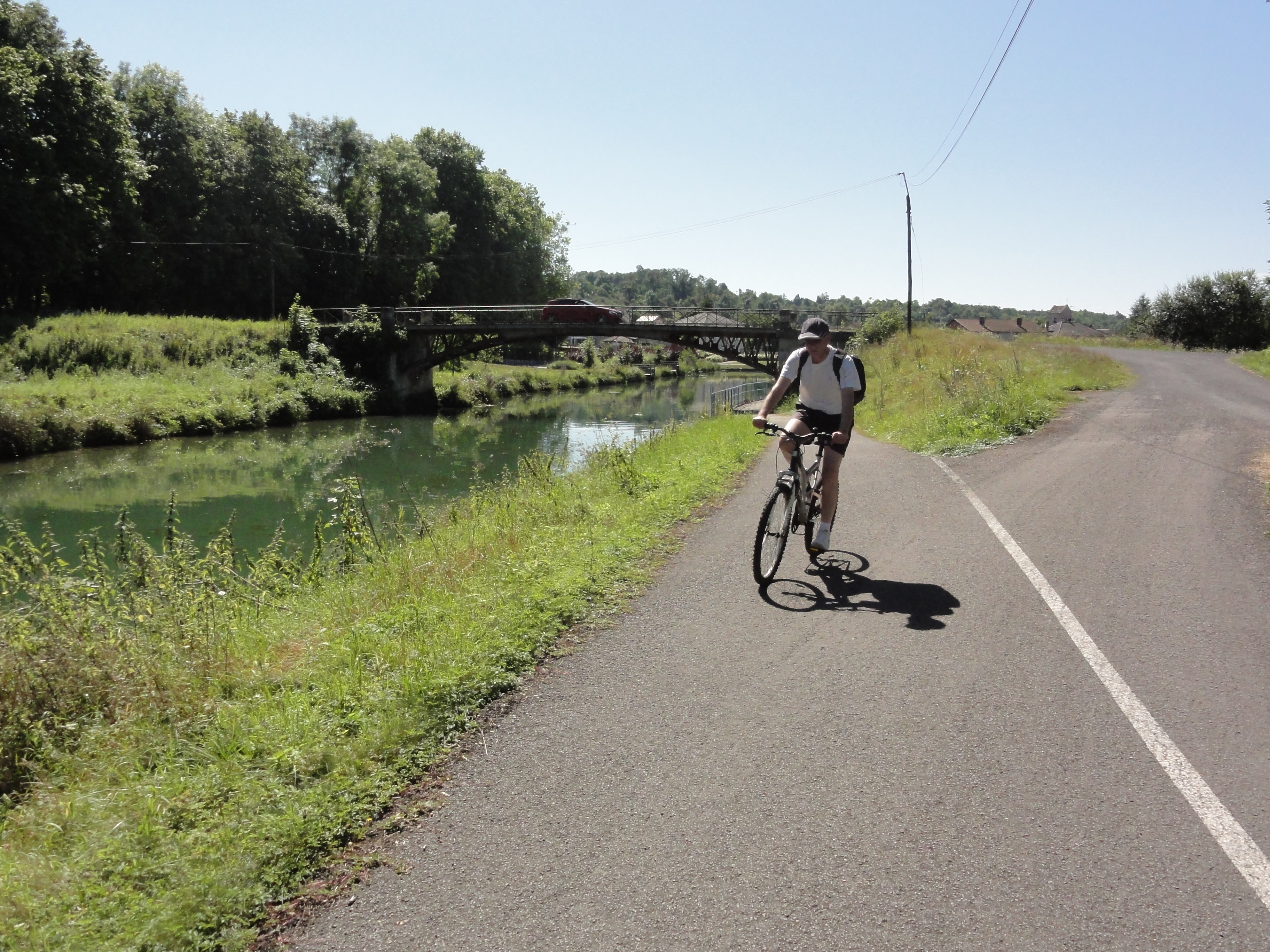
Canal entre Champagne et Bourgogne.

### Hydrographie
La commune est dans la région hydrographique « la Seine de sa source au confluent de l'Oise (exclu) » au sein du bassin Seine-Normandie. Elle est drainée par le canal de la Marne a la Saone, la Marne et divers de ses bras, la Cousance et la rigole de Prise d'Eau de Chamouilley,.
Le canal de la Marne à la Saône est un canal à bief de partage au gabarit Freycinet, d'une longueur de 160 km reliant les vallées de la Marne et de la Saône, géré par les Voies navigables de France. 
La Marne  prend sa source sur le plateau de Langres, dans la commune de Saints-Geosmes (Haute-Marne) et se jette dans la Seine entre Charenton-le-Pont et Alfortville (Val-de-Marne) dans le quartier de Conflans-l'Archevêque. Les caractéristiques hydrologiques de la Marne sont données par la station hydrologique située sur la commune. Le débit moyen mensuel est de 31,1 m3/s. Le débit moyen journalier maximum est de 374 m3/s, atteint lors de la crue du 24 janvier 2018. Le débit instantané maximal est quant à lui de 397 m3/s, atteint le 31 décembre 2001.

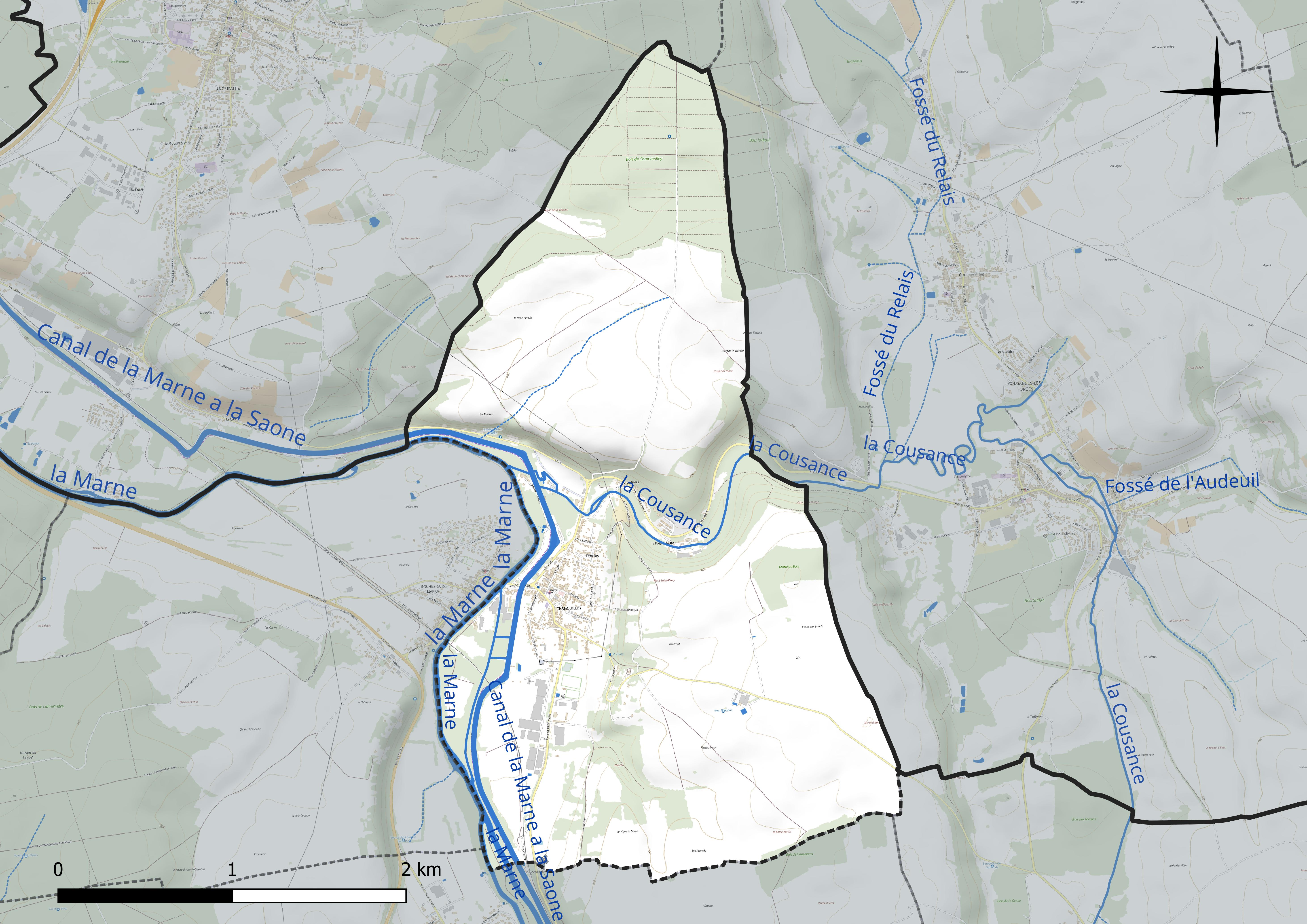
Réseau hydrographique de Chamouilley.

### Climat
Pour des articles plus généraux, voir Climat du Grand Est et Climat de la Haute-Marne.
En 2010, le climat de la commune est de type climat de montagne, selon une étude du Centre national de la recherche scientifique s'appuyant sur une série de données couvrant la période 1971-2000. En 2020, Météo-France publie une typologie des climats de la France métropolitaine dans laquelle la commune est exposée à un climat océanique altéré et est dans la région climatique  Lorraine, plateau de Langres, Morvan, caractérisée par un hiver rude (1,5 °C), des vents modérés et des brouillards fréquents en automne et hiver. 
Pour la période 1971-2000, la température annuelle moyenne est de 10,5 °C, avec une amplitude thermique annuelle de 15,8 °C. Le cumul annuel moyen de précipitations est de 1 022 mm, avec 14 jours de précipitations en janvier et 9,6 jours en juillet. Pour la période 1991-2020, la température moyenne annuelle observée sur la station météorologique de Météo-France la plus proche, « Saint-Dizier », sur la commune de Saint-Dizier à 8 km à vol d'oiseau, est de 11,6 °C et le cumul annuel moyen de précipitations est de 794,5 mm. 
La température maximale relevée sur cette station est de 41,4 °C, atteinte le 25 juillet 2019 ; la température minimale est de −22,5 °C, atteinte le 14 février 1956,,. 
Les paramètres climatiques de la commune ont été estimés pour le milieu du siècle (2041-2070) selon différents scénarios d'émission de gaz à effet de serre à partir des nouvelles projections climatiques de référence DRIAS-2020. Ils sont consultables sur un site dédié publié par Météo-France en novembre 2022.

## Urbanisme

### Typologie
Au 1er janvier 2024, Chamouilley est catégorisée bourg rural, selon la nouvelle grille communale de densité à sept niveaux définie par l'Insee en 2022.
Elle est située hors unité urbaine. Par ailleurs la commune fait partie de l'aire d'attraction de Saint-Dizier, dont elle est une commune de la couronne,. Cette aire, qui regroupe 72 communes, est catégorisée dans les aires de 50 000 à moins de 200 000 habitants,.

### Occupation des sols
L'occupation des sols de la commune, telle qu'elle ressort de la base de données européenne d’occupation biophysique des sols Corine Land Cover (CLC), est marquée par l'importance des territoires agricoles (60 % en 2018), en diminution par rapport à 1990 (61,8 %). La répartition détaillée en 2018 est la suivante : 
terres arables (52,5 %), forêts (31,6 %), zones agricoles hétérogènes (7,5 %), zones urbanisées (4,7 %), zones industrielles ou commerciales et réseaux de communication (3,7 %). L'évolution de l’occupation des sols de la commune et de ses infrastructures peut être observée sur les différentes représentations cartographiques du territoire : la carte de Cassini (XVIIIe siècle), la carte d'état-major (1820-1866) et les cartes ou photos aériennes de l'IGN pour la période actuelle (1950 à aujourd'hui).

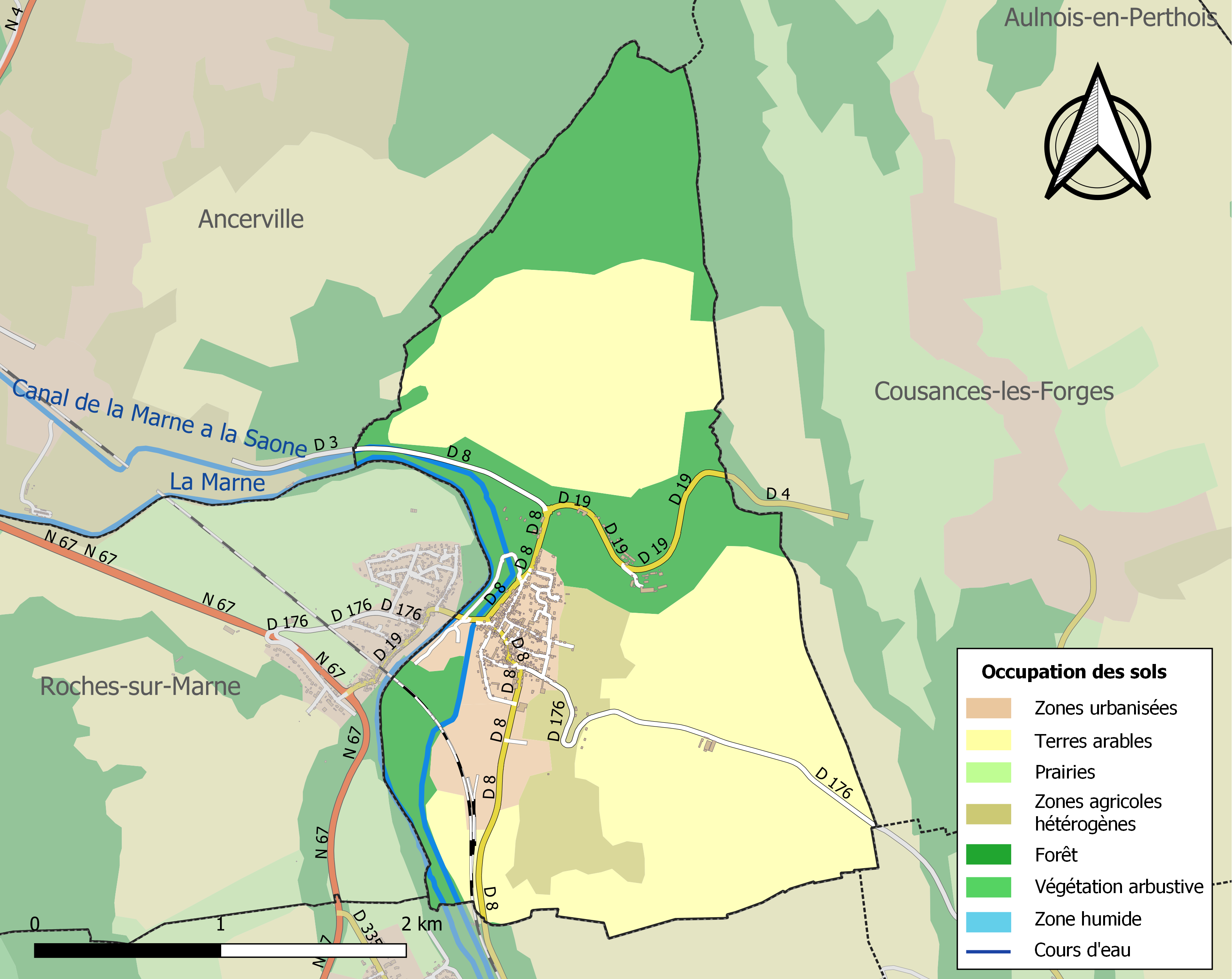
Carte des infrastructures et de l'occupation des sols de la commune en 2018 (CLC).

## Toponymie
Le nom de la localité est attesté sous les formes Chamolleium, Chamoylleium (vers 1148) ; Chamoleium (1233) ; Chammuleium (1235) ; Chamoilleium (1243) ; Chamoilli (1245) ; Chamoillei (1303) ; Chamilley (1319) ; Chameilley (1346) ; Chamoilley (1389) ; Chamoillé-sur-Marne (1448) ; Chamoulley (1624) ; Chamoully (1681) ; Chamouilley (1722).

Les habitants de Chamouilley sont les Camoléusiens.

## Politique et administration
| Période   | Période   | Identité     | Étiquette | Qualité |
| --------- | --------- | ------------ | --------- | ------- |
|           |           |              |           |         |
| mars 1983 | mars 2008 | André Petit  |           |         |
| mars 2008 | En cours  | Eugène Perez |           |         |

### Élection présidentielle française 2017
À Chamouilley, le vote du premier du premier tour de l'élection présidentielle française 2017 a donné les résultats suivants: 47,62 % des suffrages pour Marine Le Pen (Front national), 12,86 % pour Emmanuel Macron (En marche !), 12,14 % pour François Fillon (Les Républicains), 11,67 % pour Jean-Luc Melenchon  (La France insoumise), 7,86 % pour Nicolas Dupont-Aignan (Debout la France), 2,38 % pour Benoît Hamon (Parti Socialiste), 1,43 % pour Jacques Cheminade (Solidarité et progrès), 1,43 % pour François Asselineau (Union populaire rébublicaine), 1,19 % pour Nathalie Arthaud (Lutte ouvrière), 0,95 % pour Jean Lassalle (Résistons !), 0,48 % pour Philippe Poutou (Nouveau parti anticapitaliste).
Le vote du second tour de l'élection présidentielle française 2017 a donné les résultats suivants : 60,60 % des suffrages pour Marine Le Pen (Front national) contre 39,40 % pour Emmanuel Macron (En marche !). Le taux d’abstention a été de 23,18 %.

## Population et société

### Démographie

#### Évolution démographique
L'évolution du nombre d'habitants est connue à travers les recensements de la population effectués dans la commune depuis 1793. Pour les communes de moins de 10 000 habitants, une enquête de recensement portant sur toute la population est réalisée tous les cinq ans, les populations de référence des années intermédiaires étant quant à elles estimées par interpolation ou extrapolation. Pour la commune, le premier recensement exhaustif entrant dans le cadre du nouveau dispositif a été réalisé en 2006.

En 2022, la commune comptait 725 habitants, en évolution de −10,16 % par rapport à 2016 (Haute-Marne : −4,62 %, France hors Mayotte : +2,11 %).
| 1793 | 1800 | 1806 | 1821 | 1831 | 1836 | 1841 | 1846 | 1851 |
| ---- | ---- | ---- | ---- | ---- | ---- | ---- | ---- | ---- |
| 452  | 498  | 568  | 558  | 685  | 672  | 698  | 680  | 730  |

| 1856 | 1861 | 1866 | 1872 | 1876  | 1881 | 1886 | 1891 | 1896 |
| ---- | ---- | ---- | ---- | ----- | ---- | ---- | ---- | ---- |
| 716  | 750  | 860  | 950  | 1 024 | 867  | 703  | 785  | 914  |

| 1901 | 1906  | 1911  | 1921 | 1926 | 1931 | 1936 | 1946 | 1954 |
| ---- | ----- | ----- | ---- | ---- | ---- | ---- | ---- | ---- |
| 932  | 1 160 | 1 189 | 923  | 966  | 821  | 735  | 806  | 883  |

| 1962 | 1968  | 1975  | 1982 | 1990 | 1999 | 2006 | 2011 | 2016 |
| ---- | ----- | ----- | ---- | ---- | ---- | ---- | ---- | ---- |
| 910  | 1 092 | 1 022 | 992  | 943  | 883  | 855  | 847  | 807  |

| 2021 | 2022 | - | - | - | - | - | - | - |
| ---- | ---- | - | - | - | - | - | - | - |
| 744  | 725  | - | - | - | - | - | - | - |

## Culture locale et patrimoine

### Lieux et monuments
- L'église Notre-Dame-de-l'Assomption a été construite à différentes époques : le chœur et le transept remontent au XIIe ou XIIIe siècle, tandis que la nef est du XVIe siècle.

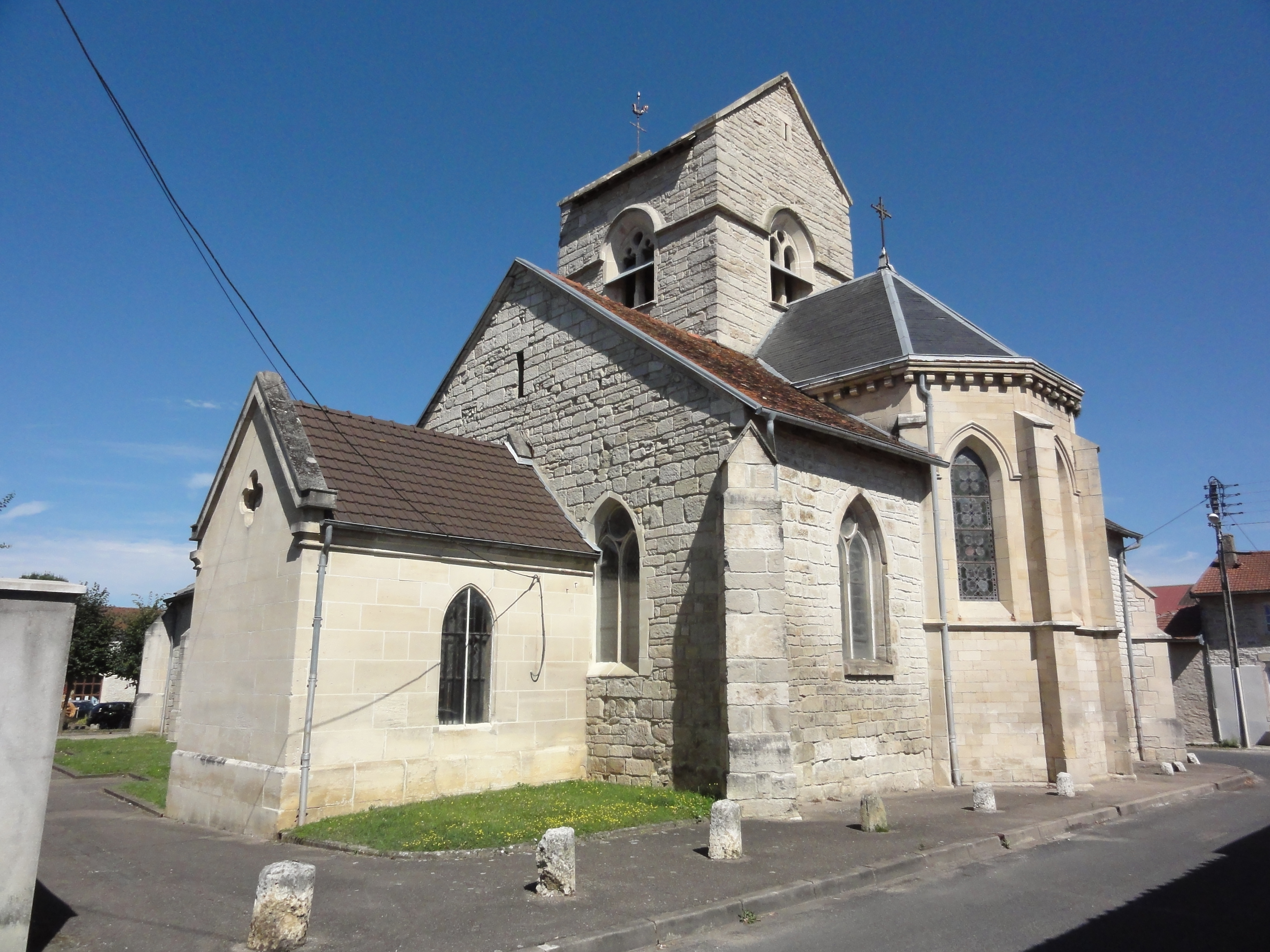
L'église Notre-Dame-de-l'Assomption vue du sud-est.
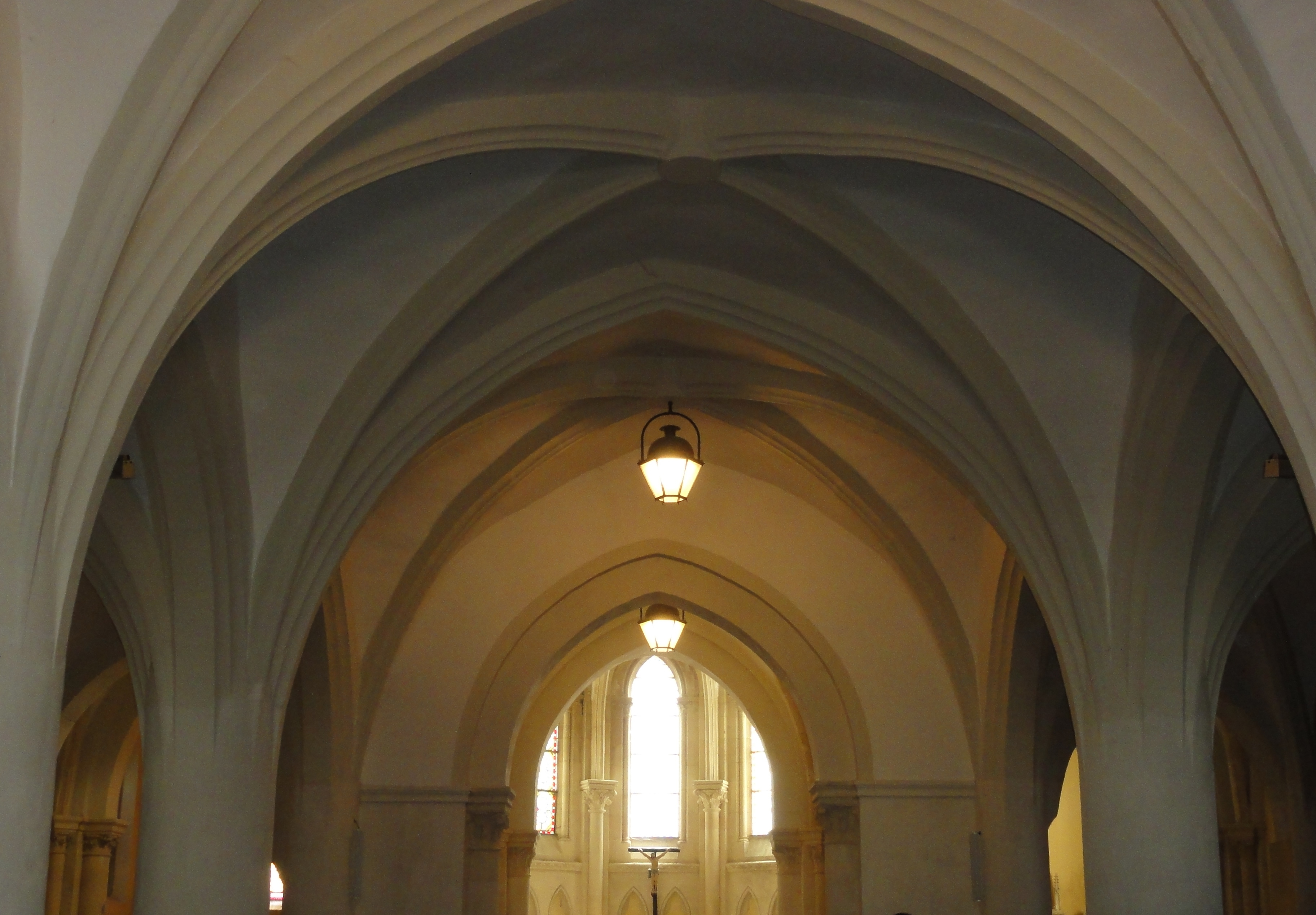
Nef de l'église.
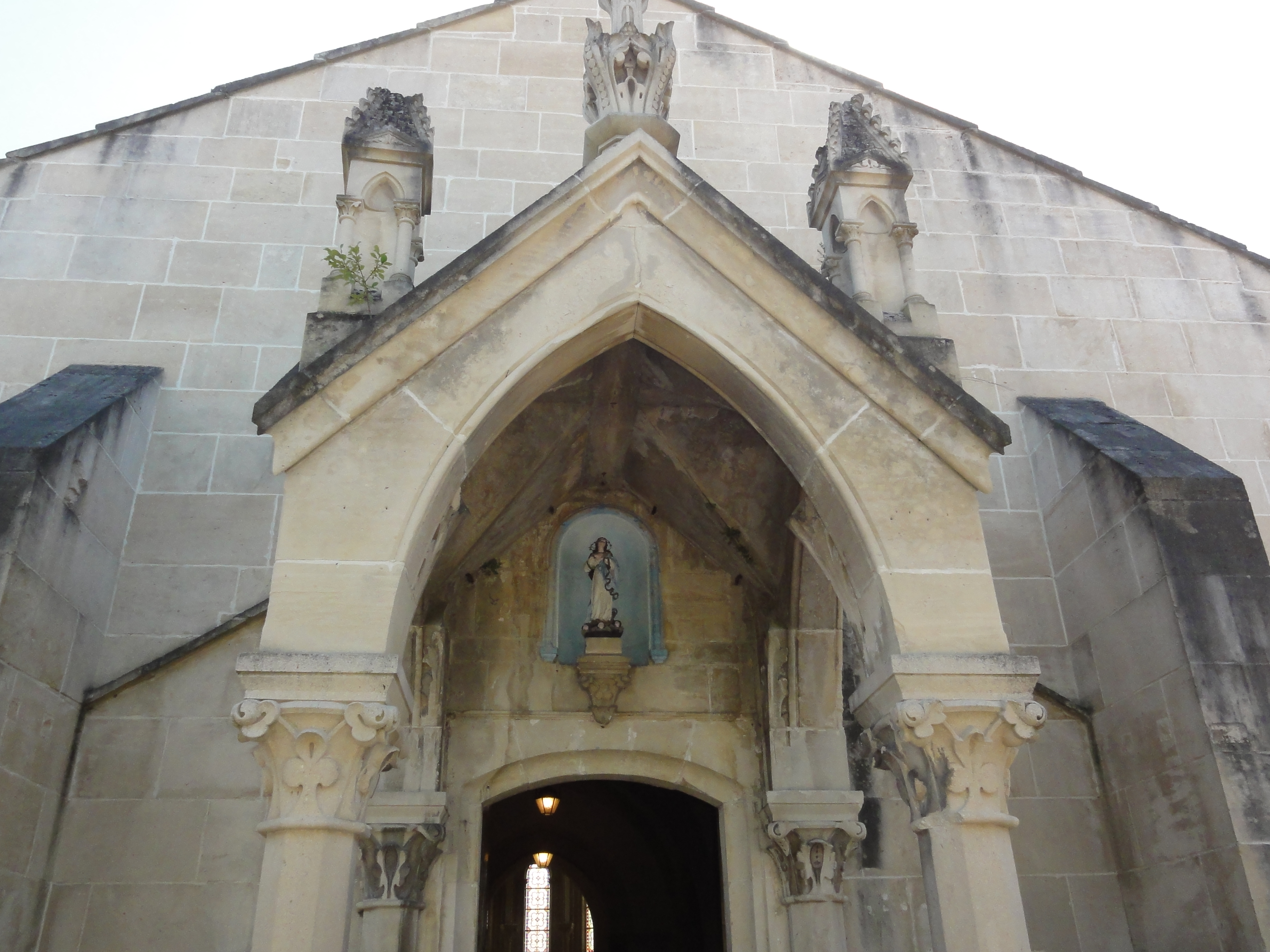
La porche couverte de l'église.

- Le monument aux morts de la commune et la plaque monument aux morts dans l'église.
- Buste de Charles-Guillaume Étienne.
- Le port : beaucoup de péniches au début du siècle. Pas ou peu de moteur à l'époque, mais des chevaux ou des hommes (haleurs) qui tiraient les bateaux avec des cordes. Transport de bois, de pierres de Savonnières... Aujourd'hui, port de plaisance avec bateaux de tourisme.
- Les forges : le village connut une période faste au XIXe siècle dans le domaine de la métallurgie. Le village comprenait trois forges : la Forge Haute, la Forge Basse et la forge dite « de Roches sur Marne » (bien qu'elle soit sur la commune de Chamouilley). Cette troisième forge devint par la suite les établissements Champenois.

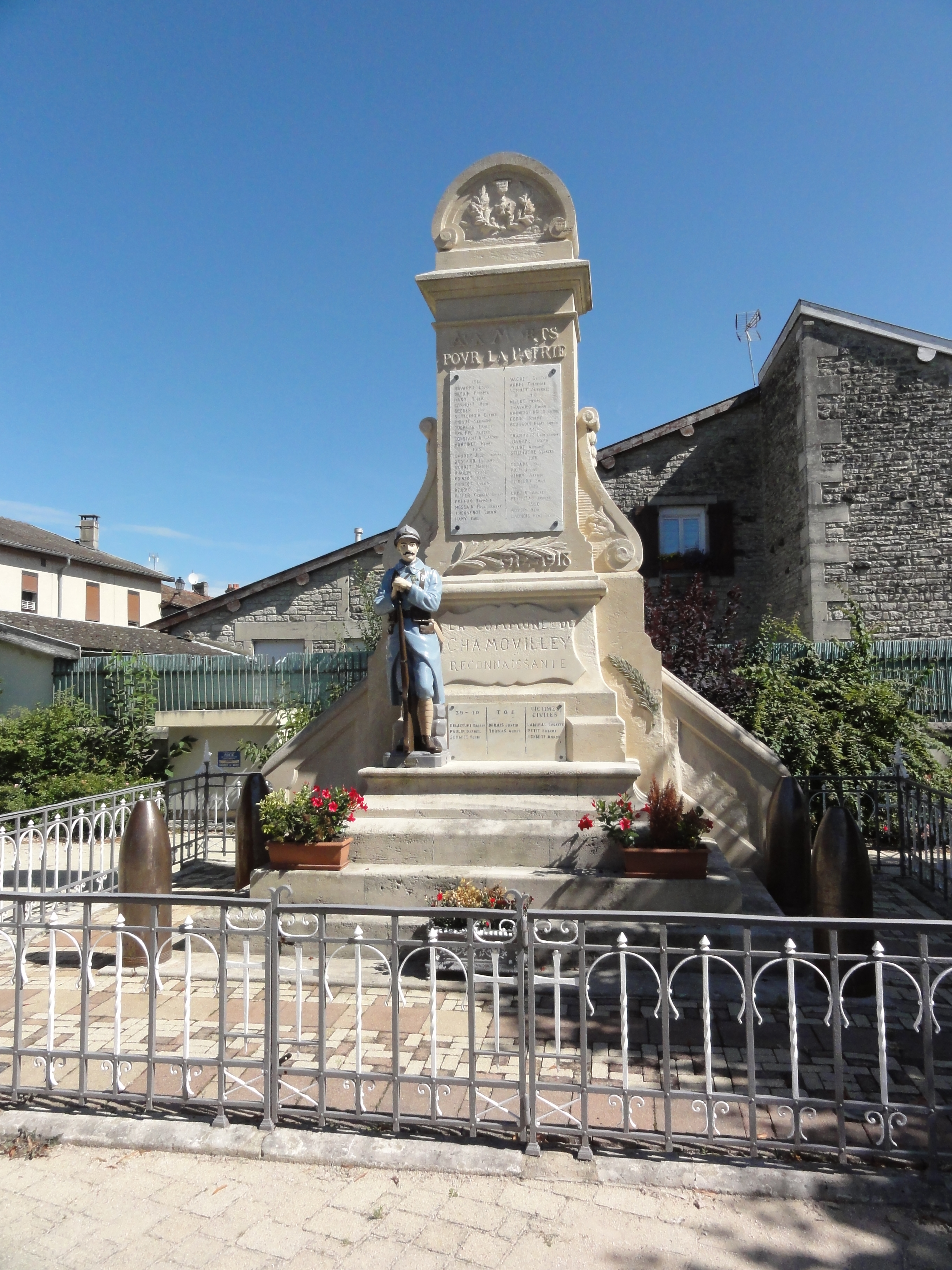
Monument aux morts.
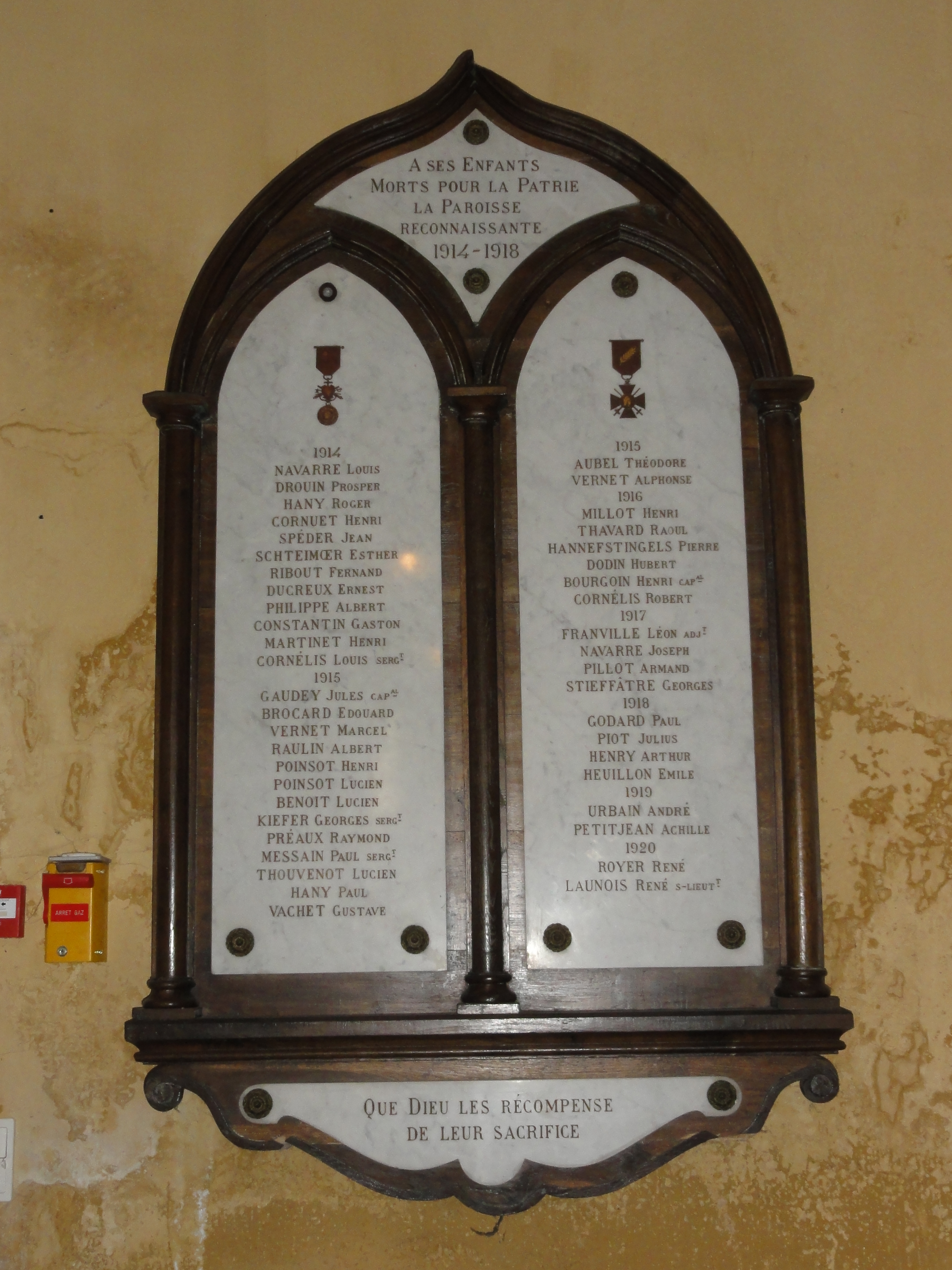
Plaque monument aux morts dans l'église.
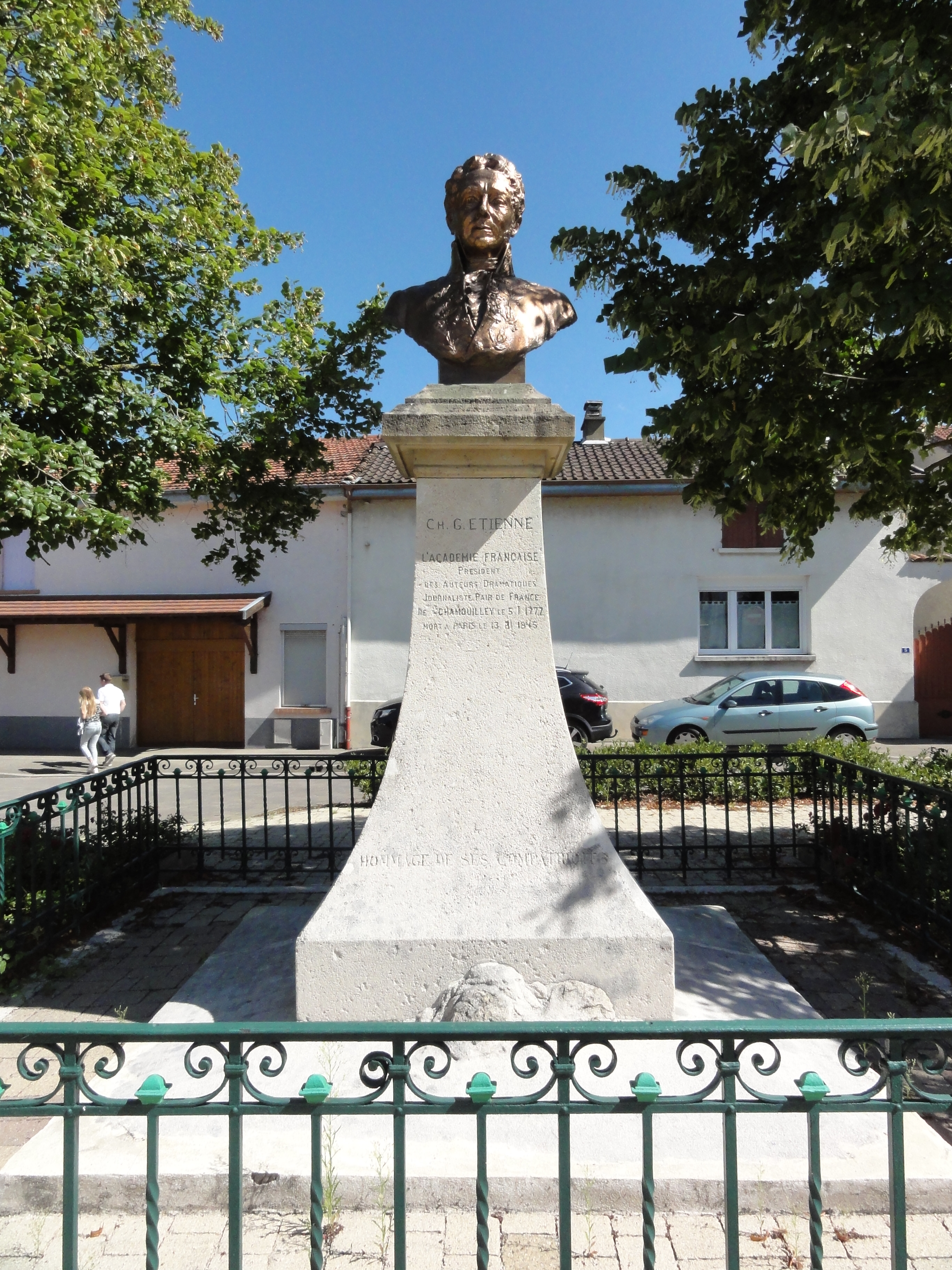
Buste de Charles-Guillaume Étienne.

### Personnalités liées à la commune
- Charles-Guillaume Étienne, né à Chamouilley le 6 janvier 1777 et mort à Paris le 13 mars 1845, est un auteur dramatique français. Deux fois élu à l'Académie française, il fut également journaliste, censeur, député et pair de France.

- Chamouilley compte bon nombre d'artistes, de tous genres, peintres, écrivains, artistes, inventeurs, etc. Dans la famille des inventeurs, Auguste Delcey-Petit de Riche-bourg : les arrière-petits-enfants d'Auguste Delcey ont en leur possession les brevets d'invention de leur arrière-grand-père, dont ceux du manège du Carrousel et de la vis sans fin. Faute de pouvoir maîtriser tous les éléments de l'histoire et d'être sollicités, ils gardent précieusement tous les documents chez eux, à Chamouilley.

- Le célèbre compositeur français Maurice Ravel a également séjourné à Chamouilley quelques mois d'avril à fin septembre 1916 lors de la Grande Guerre en tant que soldat, affecté à une section de parc automobile[22],[23]. Il logea non pas au cantonnement militaire mais chez des particuliers. A l'initiative de Jean Thibault, adjoint au maire, auteur de deux recueils sur le patrimoine de Chamouilley  et Roches-sur-Marne, le conseil municipal de Chamouilley a fait apposer une plaque à la mémoire du compositeur le 7 septembre 2013, en présence de Manuel Cornejo, président de l'association des Amis de Maurice Ravel[24].